# Vanguardia Popular Socialista
Vanguardia Popular Socialista (VPS, lidový socialistický předvoj) byla chilská politická strana vytvořená v roce 1938. Byla to přímá nástupkyně Národněsocialistického hnutí Chile (MNS), které zaniklo v důsledků neúspěšného fašistického převratu v roce 1938 a jeho represí. Jeho členy byli Jorge González ven Marées a Miguel Serrano, zatímco bývalý člen MNS Carlos Keller se odmítl připojit. VPS získala 2,5 % v parlamentních volbách v roce 1941 se ziskem dvou poslaneckých mandátů
VPS byla rozpuštěna v roce 1942, většina jejich členů se připojila k "Unión Nacionalista de Chile" Juana Gomez Millasa.